# Dasho
Dasho (en dzongkha : དྲག་ཤོས་) est un titre de noblesse et de respect bhoutanais qui signifie « seigneur » (littéralement « supérieur », « le meilleur »). Le titre est précédé du nom donné, et est porté par un  noble du royaume du Bhoutan et par les hommes de la famille royale bhoutanaise. La forme féminine de ce titre est est Ashi.
Les récipiendaires du titre portent un Kabney de couleur rouge.

## Titre royal
Lorsque le titre est porté par un fils d'un roi du Bhoutan, Dasho a toutefois la connotation et le statut de « prince », et est utilisé en complément de « Son Altesse Royale ». Les princes bhoutanaises n'ont pas un titre séparé ; le sens de Dasho dépend donc du contexte d'utilisation. Cela crée parfois une confusion à l'extérieur du Bhoutan. Pour éviter tout malentendu, les sources bhoutanaises de langue anglaise qualifient le fils du souverain « Prince Dasho ».